# دودمان راشترکوته
دودمان راشترَکوته (rāṣṭrakūṭa) خاندانی بود که میان سده‌های ششم تا دهم میلادی بر بخشی از شبه‌قاره هند فرمان می‌راندند. کهنترین دست‌نوشتهٔ یافت‌شده از این دوده مربوط به سدهٔ هفتم میلادی است و در مادایا پرادش یافت شده‌است. این دودمان از زمین‌داران زیر فرمان امپراتوری چالوکیه بودند. بنیادگذار این امپراتوری به نام دانتیدورگا بود که کیرتیوارمان دوم واپسین امپراتور چالوکیه را شکست داد. در سلسلةالتواریخ از این دولت به عنوان یکی از چهار امپراتوری عمدهٔ زمان یاد شده‌است و دیگر تاریخ‌نویسان اسلامی نیز از شکوه این امپراتوری یاد کرده‌اند. پادشاهان آغازین این دوده پیرو هندوئیسم بودند، ولی دیگر فرمانروایان راشترکوته به آیین جین پیوسته بودند.

## جستارهای وابسته

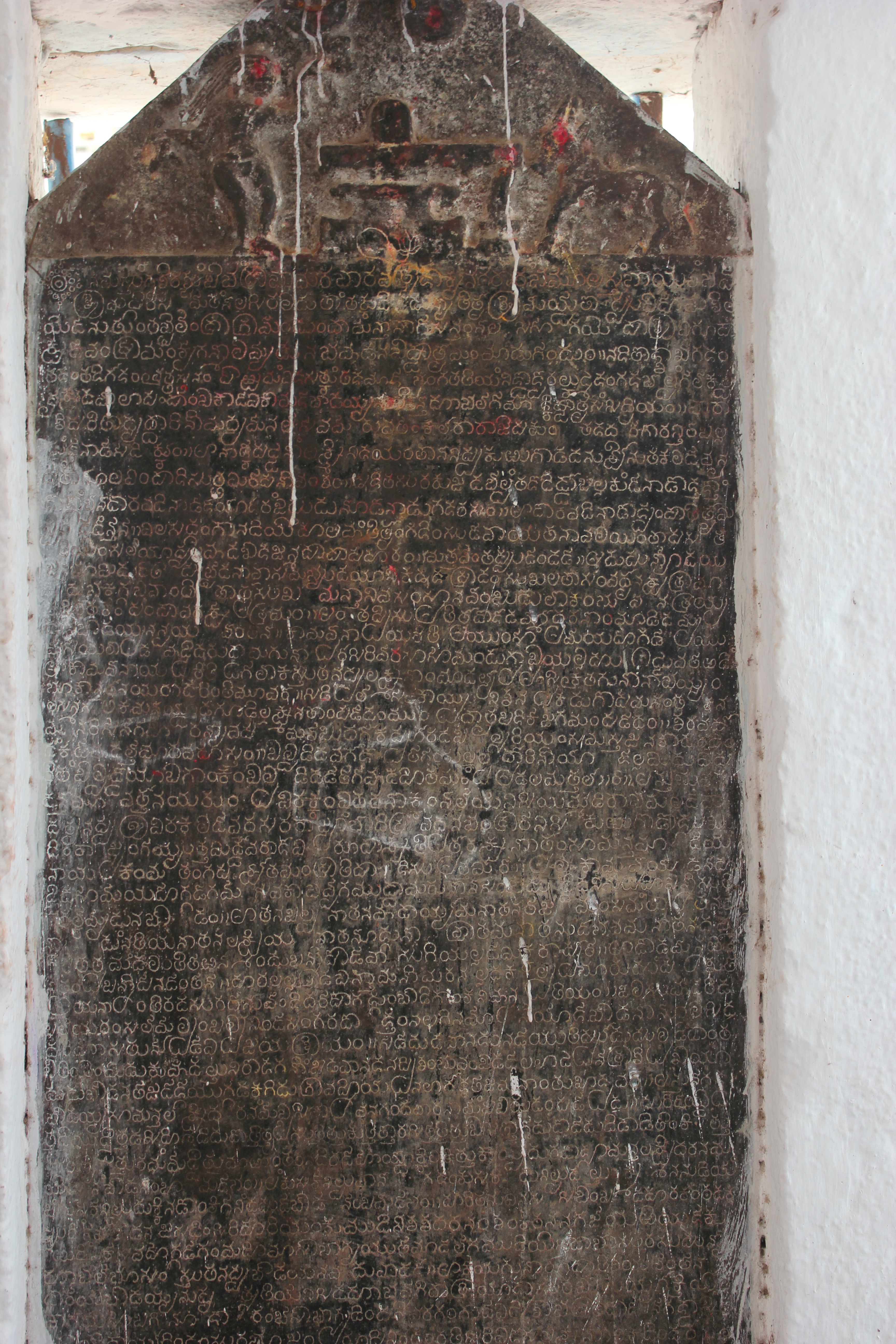
سنگ‌نوشته‌ای به زبان کانارای باستان مربوط به امپراتوری راشترکوتهٔ سدهٔ نهم میلادی یافت‌شده در هامپی